# 철도교

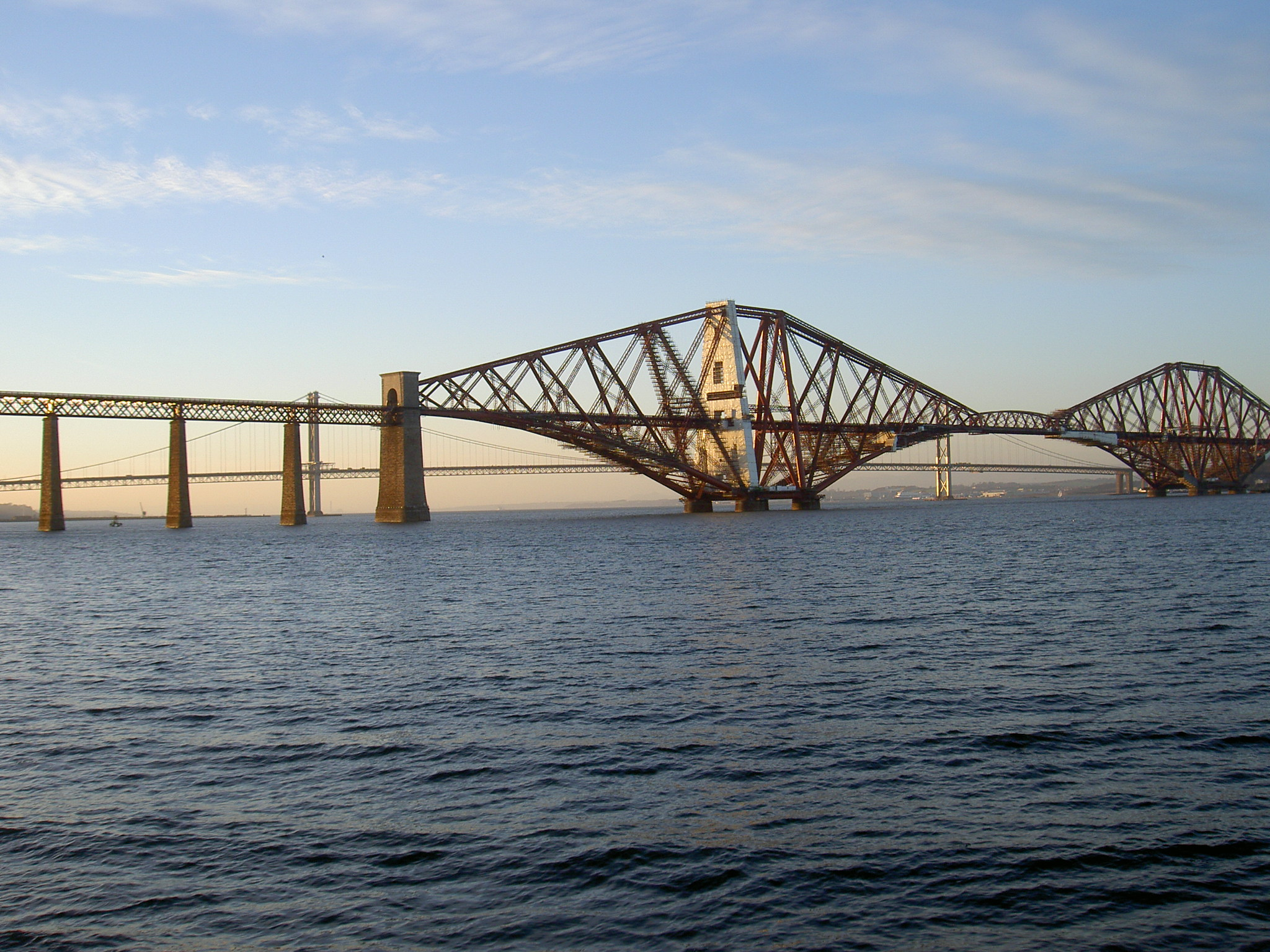
포스 철도교(총연장 521m의 캔틸레버 트러스교, 영국)

철도교(鐵道橋)는 철도가 지나가는 교량이다.

## 개요
철도가 지나는 교량을 철도교라고 부른다. 흔히 강 위를 지나는 교량을 의미하기도 한다. 닮은 말에 "철교(鐵橋)" 가 있지만, 철도교를 가리키는 경우와 철로 된 교량(강교)을 가리키는 경우가 있다. 도로 위를 지나는 교량은 가도교라고 부르고, 강 위를 지나지 않고 땅 위로만 지나는 교량은 고가철도라고 부른다. 최근에 지어지는 철도교는 콘크리트 다리가 많다.

## 철도교에 요구되는 성능
도로교와 대비하면 철도교에는 아래의 성능이 요구된다.
높은 단면성능
철도는 도로교통에 비해 활하중, 즉 열차하중이 크다. 따라서 도로다리에 비해 형고를 크게 하거나, 부품 두께를 두텁게(깊이) 할 필요가 있다.
낮은 구조량
기본적으로 교량에는 교량 아래 공간의 확보가 요구된다. 따라서, 하천을 건널 경우는 계획고수위(HWL), 도로나 철도노선을 건널 경우에는 그 건축 한계를 확보한 다음 그 한계선 표면에 교량구조물을 건설하여야 한다. 그런데, 철도는 구배(비탈)의 제한이 엄격한 교통수단으로 그 선로상에 급격한 표고의 변화가 발생하는 것은 적절하지 못하므로 철도교의 경우에는 교량 하면(下面)과 그와 접속될 선로의 높이 차가 적을수록 이상적이다. 따라서, 즉 교량의 높이를 억제하는 하편으로 그 아래의 공간을 최대한 확보할 수 있도록 구조량이 될 수 있는 한 낮게 억제된 구조가 요구된다. 철도교에 하로형 교량이 많은 것은, 구조량을 낮게 억제할 수 있기 때문이다.

## 철도교의 분류

### 무도상과 유도상
도로교에서는 주형 위에 상판(슬라브)을 마련하고 노면을 확보하여야 하지만, 철도교의 경우에는 선로, 즉 2개의 레일만으로 충분하다. 따라서, 침목을 주판에 직접 고정하고, 바닥판이나 도상(밸러스트(ballast)나 궤도 슬라브 등)을 마련하지 않는 교량이 있는데 이를 무도상교량이라고 한다. 무도상교량은 도상이나 바닥판이 없으므로 경량화를 위해 판형(플레이트 거더)이나 트러스 등의 강형 구조가 많이 채택되어 왔다.
다만, 이의 결점으로는 레일로의 진동이 침목을 통해서 직접 강형에 전해져 소음이나 진동이 크다는 것, 도상 없이 침목만으로는 레일을 견고하게 지지할 수 없다는 것, 장대 레일을 사용할 수 없는 점을 들 수 있다. 최근에는 이러한 이유로 무도상교량을 채용하는 경우가 줄고 있다.

## 같이 보기
- 활하중
- 고가교
- 과선교
- 입체교차